# بيدرو ألفاريز (لاعب كرة قاعدة)
بيدرو ألفاريز (بالإنجليزية: Pedro Álvarez)‏ هو لاعب كرة قاعدة أمريكي، ولد في 6 فبراير 1987 في سانتو دومينغو في جمهورية الدومينيكان.

## وصلات خارجية
- بيدرو ألفاريز على موقع دوري كرة القاعدة الرئيسي (الإنجليزية)
- بيدرو ألفاريز على موقعبيزبول رفرنس.كوم (الدوري الرئيسي) (الإنجليزية)
- بيدرو ألفاريز على موقعبيزبول رفرنس.كوم (الدوري الثانوي) (الإنجليزية)
- بيدرو ألفاريز على موقع إي إس بي إن.كوم (أم.أل.بي) (الإنجليزية)
- بيدرو ألفاريز على موقع مشجعي الرسوم البيانية (الإنجليزية)